# Algeriets håndboldlandshold (damer)
Algeriets håndboldlandshold er det algeriske landshold i håndbold for kvinder. De er reguleret af Fédération Algérienne de Handball og deltager i internationale håndboldkonkurrencer.

## Resultater

### VM i håndbold
- 1978: 11.-plads
- 1997: 19.-plads
- 2013: 22.-plads

### Afrikamesterskabet i håndbold
- 1976:  .-plads
- 1979:  .-plads
- 1994:  .-plads
- 1996: .-plads
- 2000: 6.-plads
- 2002: .-plads
- 2008: 6.-plads
- 2010: 4.-plads
- 2012: 4.-plads
- 2014: 4. plads
- 2016:	6. plads
- 2018:	8. plads
- 2021:	trak sig tilbage
- 2022: 10. plads

### All-Africa Games
- 1978: Vandt

### Middelhavslegene
- 1979: 4.-plads